# کارلسهاگن
کارلسهاگن (به آلمانی: Karlshagen) یک شهر در آلمان است که در فرپومرن-گرایفسوالد واقع شده‌است. کارلسهاگن ۳٬۱۳۷ نفر جمعیت دارد.